# 木贼峨螺
木贼峨螺（学名：Phos senticosus），是新腹足目峨螺科亮螺屬的一种。

## 分佈
本物種分佈於新加坡、马来西亚、印度尼西亚、中国大陆、台湾，常栖息在浅海沙底、低潮线至水深十餘米。